# ويل فيش
ويل فيش (بالإنجليزية: Will Fish)‏ هو لاعب كرة قدم بريطاني، ولد في 17 فبراير 2003 في مانشستر في المملكة المتحدة.

## وصلات خارجية
- ويل فيش على موقع قاعدة بيانات كرة القدم.إي يو (الإنجليزية)
- ويل فيش على موقع ليكيب (الفرنسية)
- ويل فيش على موقع Soccerbase.com (لاعب) (الإنجليزية)
- ويل فيش على موقع Soccerway.com (الإنجليزية)
- ويل فيش على موقع عالم كرة القدم.نت (الإنجليزية)